# Oscar Wilde in Nederland
Oscar Wilde in Nederland. Een flard verlaat fin de siècle is een bundeling van vijf essays over Oscar Wilde en een recensie die Johan Polak eerder had gepubliceerd in NRC Handelsblad.

## Geschiedenis
Vanaf eind jaren 1970 publiceerde Johan Polak (1928-1992) verschillende cultuurhistorische opstellen in het dagblad de NRC. Tussen 26 maart 1982 en 5 augustus 1983 verschenen vijf artikelen die de plaats van Wilde in Nederland behandelden. Dat betrof bijvoorbeeld de invloed die hij volgens Polak zou hebben gehad op Louis Couperus. Couperus en Wilde hebben brieven gewisseld die aan Polak nog onbekend waren; Elisabeth Couperus-Baud was de eerste die een vertaling uitbracht van The picture of Dorian Gray. Ook P.C. Boutens wisselde brieven met Wilde, en vertaalde diens werk De Profundis; ook hij komt in deze bundel aan de orde.
De uitgave sluit af met een recensie door Polak van de uitgegeven correspondentie tussen Bernard Shaw en Alfred Douglas.
Polak droeg het in druk op: "Voor Paul Snijders die zoveel materiaal heeft aangedragen". Het copyright gaf hij aan Hans Hartsuiker.

### Uitgave
De uitgave verscheen, blijkens het colofon, te Maastricht in de zogenaamde fragmenten-reeks, als achtste deel, werd gezet uit de Bembo en gedrukt op Caxton in september 1988. De uitgave werd typografisch verzorgd door Piet Gerards gvn.